# Burnout Legends
Burnout Legends is een spin-off van de Burnout-serie, ontwikkeld door Criterion Games en uitgegeven door Electronic Arts op 16 september 2005 voor PlayStation Portable en op 9 november 2005 voor Nintendo DS.

## Gamplay
Het spel heeft net als Burnout 3: Takedown en Burnout Revenge de World Tour-modus, maar de speler rijdt over parcoursen en race-evenementen van de eerste drie Burnoutspellen.
De gameplay is ook gelijk aan die van Burnout 3: Takedown, echter rijdt men tegen 3 (4 op de Nintendo DS) in plaats van 5 tegenstanders en is er minder verkeer dan normaal.
Er zijn 95 auto's om vrij te spelen. Al deze komen uit Burnout 2: Point of Impact en Burnout 3: Takedown.

## Modi
Alle modi komen uit Burnout 3: Takedown, behalve Pursuit die alleen voor kwam in Burnout 2: Point of Impact.
- Race - Een race tegen 3/4 anderen.
- Wegmisbruik - Er dient een quota over het neerhalen van andere wagens gehaald te worden.
- Afvaller - Lijkt op race, echter ligt er na elke ronde een coureur er uit.
- Turbo-Ronde/Voorronde - Race tegen de klok.
- Face-off - Lijkt sterk op "race" alleen wordt er één-tegen-één geracet.
- Pursuit - De speler rijdt in een politiewagen en moet de tegenstander binnen het tijdslimiet de wagen van de ander vernietigen. Als dit lukt krijgt de speler bij het voltooien van twee Pursuit evenementen in dezelfde autoklasse een politieauto van die autoklasse.
- Grand Prix - Een evenement met 3 tot 4 races, degene met de meeste punten aan het eind van de Grand Prix wint.

## Platforms
| Platform    | Jaar |
| ----------- | ---- |
| Nintendo DS | 2005 |
| PSP         | 2005 |

## Ontvangst
Het spel werd verschillend ontvangen:
| Beoordeeld door                     | Platform    | Datum            | Score |
| ----------------------------------- | ----------- | ---------------- | ----- |
| Kombo.com                           | PSP         | 21 oktober 2005  | 95%   |
| GamersMark                          | PSP         | 20 oktober 2005  | 93%   |
| Next Level Gaming                   | Nintendo DS | 19 december 2005 | 91%   |
| Eurogamer.net (GB)                  | PSP         | 4 oktober 2005   | 90%   |
| Portable Review                     | PSP         | 22 oktober 2005  | 88%   |
| Bordersdown                         | PSP         | december 2005    | 70%   |
| EL33TONLINE                         | PSP         | 23 oktober 2006  | 60%   |
| 4Players.de                         | Nintendo DS | 14 december 2005 | 60%   |
| FOK!games                           | Nintendo DS | 23 december 2005 | 43%   |
| Digital Press - Classic Video Games | Nintendo DS | 13 december 2005 | 40%   |

## Trivia
- Dit is het enige Burnout spel dat op de Nintendo DS uitgekomen is.